# Зинхинг
Зинхинг (њем. Sünching) општина је у њемачкој савезној држави Баварска. Једно је од 41 општинског средишта округа Регенсбург. Према процјени из 2010. у општини је живјело 1.938 становника. Посједује регионалну шифру (AGS) 9375201.

## Географски и демографски подаци
Зинхинг се налази у савезној држави Баварска у округу Регенсбург. Општина се налази на надморској висини од 341 метра. Површина општине износи 19,4 km². У самом мјесту је, према процјени из 2010. године, живјело 1.938 становника. Просјечна густина становништва износи 100 становника/km².